# 叔達
叔达（？—？），是商朝晚期句吴的君主之一，為句吴第四任君主，承襲父亲季簡擔任句吴君主。叔达死后儿子周章继位。
| 前任： 季簡 | 句吴君主 | 繼任： 周章 |